# Bródy Miklós

Bródy Miklós (Nagykároly, 1877. június 20. – Kolozsvár, 1949. december 17.) magyar zeneszerző, karmester, sakkmester. Testvére Bródy István (1882-1941) rendező, színházigazgató, fia Bródy Tamás zeneszerző

## Életútja
Zeneművészeti tanulmányait Kolozsváron és Budapesten végezte, majd Pécsett, Grácban, Pozsonyban és Kolozsvárt karmester. Számos opera kolozsvári bemutatója kapcsolódott nevéhez. A Román Állami Opera karmestere volt 1936-ban bekövetkezett nyugdíjazásáig. Cikkeit a Pesti Napló, Újság, Képes Világkrónika, Keleti Újság közölte. Fordított és írt operettet, operát, megzenésítette Gyulai Pál, Reviczky Gyula, Ady Endre, Áprily Lajos, Endre Károly, a német irodalomból Goethe és Heine több versét. Zenei stílusa a klasszikus-romantikus hagyományokban gyökerezik.

## Sakkozói pályafutása
Világhírű sakkozó volt. 1897-től 1935-ig vett részt sakkversenyeken magyar, majd 1920 után romániai színekben, s szép eredményeket ért el. Játékerejére jellemző, hogy a Chessmetrics.com számításai szerint 1900 márciusban 2607 pontja volt, amellyel a világranglistán a 24. helyen állt.
A korabeli sajtó számos sakkfeladványát is közölte, és szép sikereket ért el a levelezési sakkozásban is.

### Kiemelkedő versenyeredményei
- 2. helyezés: Berlin, főtorna elődöntő (1897)
- 4–5. helyezés: Berlin, főtorna döntő (1897)
- 3–4. helyezés: Bécs, nemzetközi verseny (1897)
- 2–3. helyezés: Bécs, Kolisch-emlékverseny (1899)
- 1–2. helyezés: Budapest, Amatőrbajnokság (1905)
- 3. helyezés: Győr, Nemzeti verseny (1906)
- 1. helyezés: Budapest, Budapesti Sakk Kör versenye (1908)
- 2–4. helyezés: Budapest, Budapesti Sakk Kör versenye (1909)
- 3–4. helyezés: Budapest, Nemzeti verseny (1911)
- 1. helyezés: Kolozsvár, Köri verseny (1913)

## Fontosabb művei
- A.B.C. (operett, 1903);
- A hollandi lány (Paul Rubens operettjének fordítása, 1908);
- Férjhez megy a feleségem (operett, 1921);
- Thámár (operett, bemutatták Kolozsvárt 1922-ben, Az ígéret földje címmel Budapesten 1929-ben).